# Jörn Donner

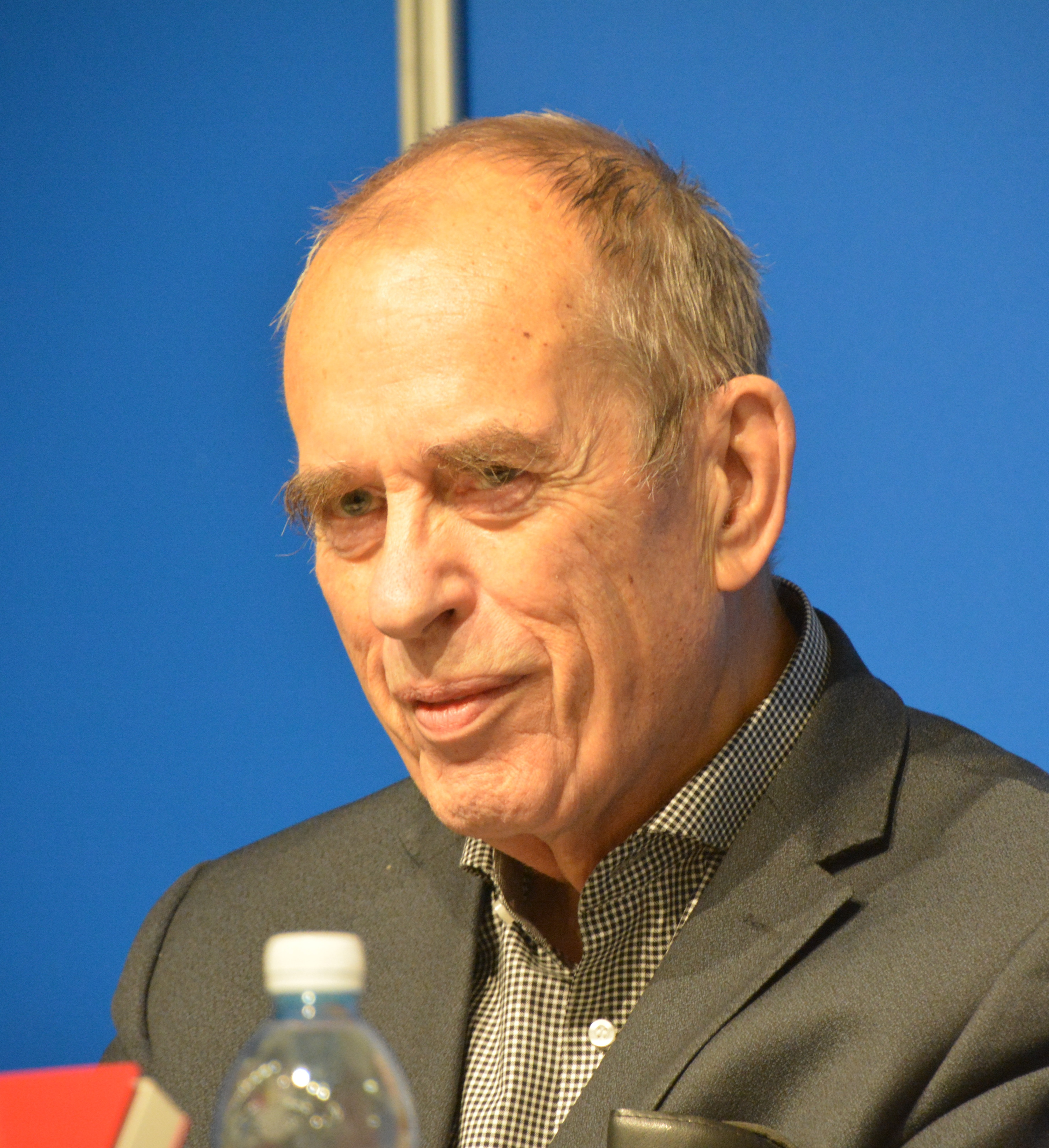
Jörn Donner (2015)

Jörn Johan Donner (* 5. Februar 1933 in Helsinki; † 30. Januar 2020 ebenda) war ein finnlandschwedischer Schriftsteller, Filmregisseur, Schauspieler, Filmproduzent und Politiker.

## Leben
Jörn Johan Donner war ein Abkömmling der bekannten Familie Donner, die in Finnland schon viele berühmte Persönlichkeiten hervorgebracht hat. Er war der Sohn des Sprachwissenschaftlers Kai Donner, der starb, als Jörn Donner kaum zwei Jahre alt war.
Er war Mitglied verschiedener politischer Parteien, Mitglied des finnischen Parlaments und des Europäischen Parlaments.
Donner arbeitete lange in Schweden und war unter anderem Direktor des Schwedischen Filminstituts. Jörn Donner wurde als Produzent von Ingmar Bergmans Meisterwerk Fanny und Alexander bekannt, das 1984 vier Oscars gewann, darunter als Bester Fremdsprachiger Film. 1979 war Donner Vorsitzender der Berlinale-Jury.
Die Bibliografie der von Donner verfassten Texte beläuft sich auf mehr als 50 Arbeiten. Er starb im Januar 2020, eine Woche vor seinem 87. Geburtstag, in Helsinki.

## Ehrungen
- 1985 Finlandia-Preis für Far och son
- 2002 Karl-Emil-Tollander-Preis
- 2004 Finnland-Preis der Schwedischen Akademie

## Filmografie (Auswahl)
Drehbuch und Regie
- 1963: Ein Sonntag im September (En söndag i september)
- 1964: Zu lieben (Att älska)
- 1967: Die Braut von Lapua (Lapualaismorsian) (Co-Drehbuch)
- 1968: Birgitta – sie war 19 (Mustaa valkoisella) – auch Produktion und Darsteller
- 1969: 69 – Vorspiel zur Ekstase (Kuusikymmentäyhdeksän) – auch Darsteller
- 1973: Memory of Love (Baksmälla) – auch Darsteller
- 1978: Wie vergewaltige ich einen Mann? (Män kan inte våldtas)
- 2007: Raja 1918

Produktion
- 1966: Tannenzapfen unter dem Rücken (Käpy selän alla)
- 1974: Die Erde ist unser sündiges Lied (Maa on syntinen laulu)
- 1976: Unerreichbar nah (Långt borta och nära)
- 1982: Der Flug des Adlers (Ingenjör Andrées luftfärd)
- 1982: Fanny und Alexander (Fanny och Alexander)
- 1983: Nach der Probe (Efter repetitionen)

Regie
- 1998: Ingmar Bergman – Über Leben und Arbeit

Darsteller
- 1983: Eishockey-Fieber (Hockey)